# Implant corporel
Pour les articles homonymes, voir Implant.

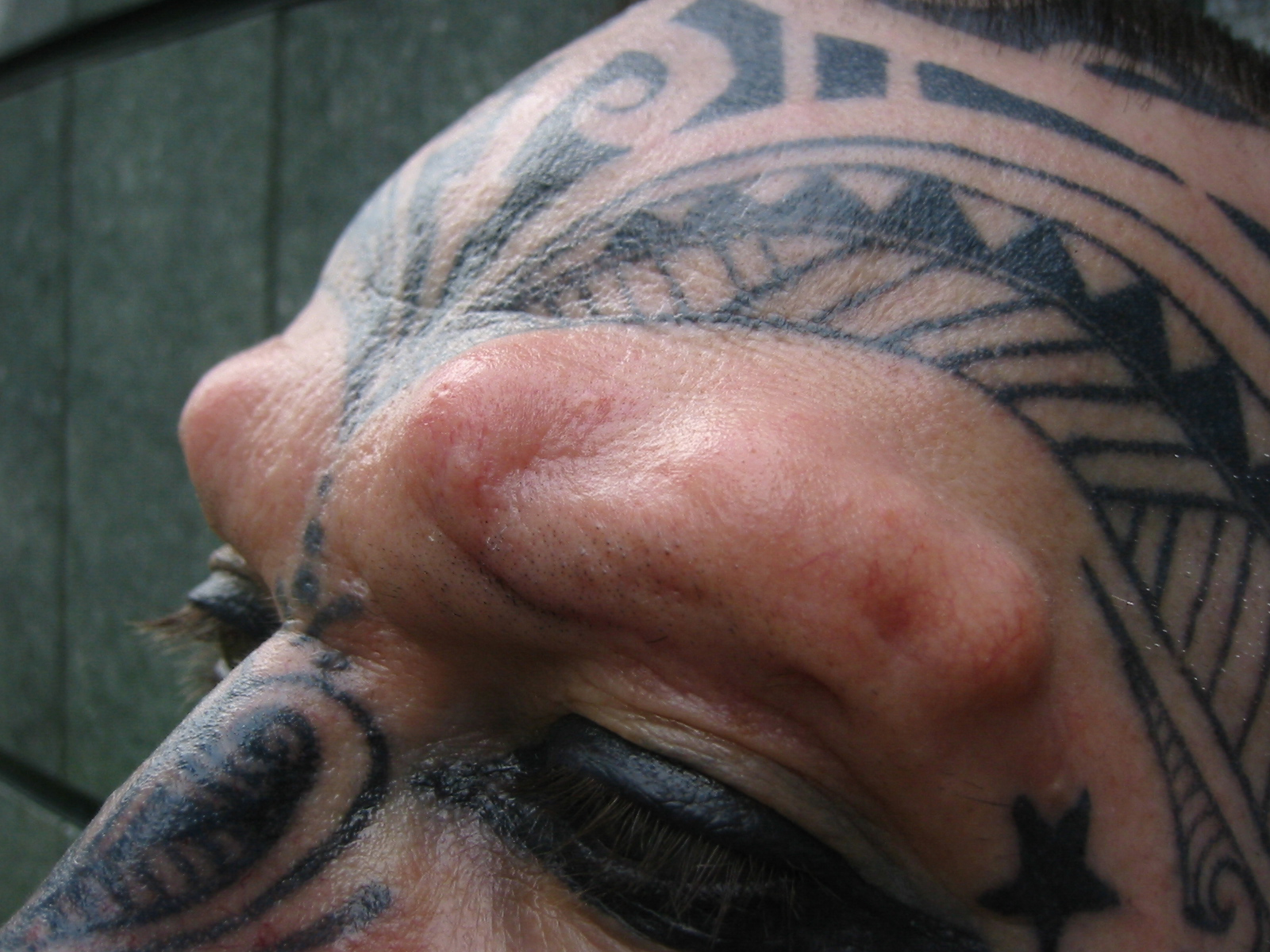
Implant

Un implant corporel est un corps étranger introduit dans le corps lors d’une opération chirurgicale. Dans le cadre de l’Art corporel, l’implant est placé sous la peau afin d’être visible (effet de relief) ou pour permettre d’y accrocher un bijou.

## Types d'implants
- 3D body art : c'est le type d'implant le plus courant, ici le but est de placer un objet dont la forme apparaitra en relief sous la peau.
- Transdermal Implant et Dermal anchoring : modification corporelle consistant à insérer un implant sous la peau (une petite ancre ou une plaque à vis) destiné à recevoir un bijou qui dépasse de la peau.
- Implant technologique : modification du mouvement cyberpunk qui consiste à l'implantation d'objet dont le but n'est pas (ou pas uniquement) de modifier l'apparence. Le but est ici d'améliorer le corps au niveau technique, d'atteindre une fusion homme-machine, de tendre vers le Cyborg.

### Formes
Les implants sont le plus souvent des billes ou des tiges d'acier inoxydable chirurgical, mais des perles ou des plaques avec des pas de vis sont utilisées, ils permettent de faire varier les bijoux apparents.

### Matériaux
Les implants sont généralement en teflon ou en silicone mais d'autres matériaux sont parfois utilisés :
- PTFE (polytétrafluoroéthylène) ou teflon, c’est une matière plastique utilisée en chirurgie pour des implants et est parfaitement tolérée par l’organisme ;
- silicone ;
- acier inoxydable chirurgical de type 316 LVM ET 316L.

## Santé
Comme tout acte chirurgical la pose d'un implant nécessite un protocole très rigoureux. L'asepsie doit être parfaite pour éviter une infection post-opératoire. Les risques encourus peuvent être des hématomes, une hémorragie, une infection ou une mauvaise cicatrisation due notamment à une réaction allergique.